# Glauberit
Glauberit je sulfatni mineral s formulo Na2Ca(SO4)2. Kristalizira v monoklinskem kristalnem sistemu. 
Mineral so prvič opisali leta 1808 v rudniku El Castellar v španski pokrajini  Kastilija - Manča in ga imenovali po nemško/nizozemskem alkimistu in kemiku Johannu Rudolfu Glauberju (1604–1668).
Mineral je pogosta sestavina celinskih in morskih evaporitnih skladov. Nastaja tudi v hidrotermalnih depozitih, sublimatih v okolici fumarol, amigdulah v bazaltu in nitratnih depozitih v suhih klimatskih okoljih. Spremljajoči minerali so halit, polihalit, anhidrit, sadra, tenardit, mirabilit, sasolit in bledit.
Zaradi dobre topnosti ga voda pogosto spere z netopne matrice, v kateri ostane značilno oblikovana votlina. Zaradi kemijske sestave zlahka preperi v druge minerale kot psevdomorf. V vlažnih okoljih so pogosti psevdomorfi sadre. 
Kristali glauberita in njegovi psevdomorfi so običajno zlahka prepoznavni zaradi dvojčičenja in kristalnega habita, ki se kaže v edinstveno oblikovanih sploščenih, pogosto navidezno romboedričnih posameznih kristalih. 